# Leptotrichella leibergii
Leptotrichella leibergii là một loài Rêu trong họ Dicranaceae. Loài này được (R.S. Williams) Ochyra mô tả khoa học đầu tiên năm 1997.